# خفاش گوش‌قیفی باهامایی
خفاش گوش‌قیفی باهامایی (نام علمی: Chilonatalus tumidifrons) نام یک گونه از شاخه طنابداران است.